# Days of Wonder
Pour les articles homonymes, voir Wonder.
Days of Wonder est un éditeur français de jeux de société.
La société, fondée en 2002 à San Francisco (États-Unis) par Éric Hautemont, Pierre Gaubil, Mark Kaufmann, et Yann Corno, a désormais son siège à Paris. 

## Histoire
En 2004, Days of Wonder a obtenu avec Les Aventuriers du rail un succès international et des prix aux États-Unis, en Europe et au Japon.
En 2009, Smallworld reçoit 3 récompenses de Dice Tower Gaming Awards parmi lesquelles « Meilleur jeu de l'année », « Meilleur jeu familial » et « Meilleurs Illustrations ».
En Août 2014, la société est rachetée par l'éditeur et distributeur français de jeux de société Asmodee.
Les jeux Days of Wonder étaient traditionnellement disponibles également en version numérique sur plusieurs plateformes.
À l'issue du rachat, Days of Wonder devient le pôle du groupe Asmodée pour l'adaptation des jeux des sociétés du groupe sur les différents supports numériques.
Les jeux Days of Wonder sont distribués dans 40 pays.

## Ligne éditoriale
Days of Wonder développe habituellement des jeux à destination d'un public qui va de familial (8 ans et +) à amateur (10 ans et +).
La politique éditoriale est particulièrement sélective puisque Days of Wonder ne publie généralement qu'un seul jeu par an (hors extensions et variations).

## Quelques jeux Days of Wonder[3]

### SérieLes Aventuriers du Rail
- Les Aventuriers du rail, 2004, Alan R. Moon, Spiel des Jahres  2004, Japan Boardgame Prize  confirmé 2004, Origins Award  jeu de société 2004, As d'or Jeu de l'année  2005
- Les Aventuriers du rail Europe, 2005, Alan R. Moon, International Gamers Awards  multijoueurs 2005
- Les Aventuriers Du Rail - Édition Märklin, 2006,  Alan R. Moon
- Les Aventuriers Du Rail : USA 1910, 2006,  Alan R. Moon
- Les Aventuriers du rail : Suisse, 2007, Alan R. Moon, une extension avec nouveau plateau pour Les Aventuriers du rail.
- Les Aventuriers du rail Scandinavie, 2008, Alan R. Moon
- Les Aventuriers du rail le jeu de carte, 2008, Alan R. Moon
- Les Aventuriers Du Rail - Europe 1912, 2009, Alan R. Moon
- Les Aventuriers Du Rail : Alvin & Dexter, 2011, Alan R. Moon
- Les Aventuriers Du Rail - Asie (+ Asie Légendaire), 2011, Alan R. Moon
- Les Aventuriers Du Rail - Inde & Suisse, 2011, Alan R. Moon
- Les Aventuriers Du Rail - Au Cœur De L'Afrique, 2012, Alan R. Moon
- Les Aventuriers Du Rail - Pays-Bas, 2012, Alan R. Moon
- Les Aventuriers Du Rail : Mon Premier Voyage, 2016, Alan R. Moon
- Les Aventuriers Du Rail - Allemagne, 2017, Alan R. Moon
- Les aventuriers du rail France (+ Conquête De L’Ouest), 2017, Alan R. Moon
- Les aventuriers du rail New York, 2018, Alan R. Moon
- Les Aventuriers Du Rail - Express, 2018, Alan R. Moon
- Les aventuriers du rail Londres, 2019, Alan R. Moon
- Les Aventuriers Du Rail - Japon & Italie, 2019, Alan R. Moon
- Les Aventuriers Du Rail - Amsterdam, 2020,  Alan R. Moon

### SérieSmall World
- Small World, successeur de Vinci, 2009, Philippe Keyaerts
- Small World : L'île Du Nécromant, 2010, Philippe Keyaerts
- Small World - Contes Et Légendes, 2010, Philippe Keyaerts
- Small World - Même Pas Peur!, 2010, Philippe Keyaerts
- Small World Underground, 2011, Philippe Keyaerts
- Small World - Realms, 2012, Philippe Keyaerts
- Small World Plateau 6 Joueurs, 2013, Philippe Keyaerts
- Small World - Dans La Toile, 2014, Philippe Keyaerts
- Small World : River World, 2016, Philippe Keyaerts
- Small World : Sky Islands, 2017, Philippe Keyaerts
- Small World - Extension "Power Pack N° 1", 2017, Philippe Keyaerts
- Small World - Extension "Power Pack N° 2", 2017, Philippe Keyaerts
- Small World of Warcraft, 2020, Philippe Keyaerts
- Small World - La Croisade Des Oubliés, 2021, Philippe Keyaerts

### SérieMémoire 44
- Mémoire 44, 2004, Richard Borg, International Gamers Awards  deux joueurs 2004
- Memoire 44 - Front Est, 2005, Richard Borg
- Memoire 44 - Théâtre Pacific, 2006, Richard Borg
- Mémoire 44 - Air Pack, 2007, Richard Borg
- Mémoire 44 - Théatre Méditerranéen, 2008, Richard Borg
- Mémoire 44 - Winter Wars, 2010, Richard Borg
- Mémoire 44 - New Flight Plan, 2019, Richard Borg

### Les grands jeux d'aventure
- Le Collier de la Reine, 2003, Bruno Faidutti et Bruno Cathala
- Mystère à l'abbaye, 2003, Bruno Faidutti et Serge Laget, réédition de Meurtre à l'abbaye
- La Crique des Pirates, 2003, Paul Randles et Daniel Stahl, réédition de Piratenbucht
- Les Chevaliers de la Table Ronde, 2005, Bruno Cathala et Serge Laget, Japan Boardgame Prize  confirmé 2005, Spiel des Jahres  jeu fantastique 2006
- BattleLore, 2006, Richard Borg
- Cléopâtre Et La Société Des Architectes, 2006, Bruno Cathala et Ludovic Maublanc
- BattleLore, 2006, Richard Borg (illustré par Julien Delval)
- Colosseum, 2007, Wolfgang Kramer (illustré par Julien Delval)
- Gambit 7, 2008, Dominic Crapuchettes
- Mystery Express, 2010, Antoine Bauza et Serge Laget (illustré par Julien Delval)
- Five Tribes, 2014, Bruno Cathala illustré par Clément Masson
- Quadropolis, 2016, François Gandon
- Yamataï, 2017, Bruno Cathala et Marc Paquien
- The River, 2018, Ismaël Perrin et Sébastien Pauchon
- Deep Blue, 2019, Daniel Skjold Pedersen et Asger Harding Granerud
- Cargo Noir

### Les petits jeux
- Gang of Four, 2002, Lee F. Yih, As d'or Jeu de l'année  1997
- Terra, 2003, Bruno Faidutti (illustré par Bernard Bittler)
- Les Jeux Du Fictionnaire - Tout Est Relatif, 2010, Hervé Marly
- Corinth, 2019, Sébastien Pauchon (illustré par Julio Cesar)